# Заршин (гмина)
Заршин (пол. Zarszyn) — сельская гмина (волость) в Польше, входит как административная единица в Санокский повет, Подкарпатское воеводство. Население — 9154 человека (на 2004 год).

## Демография
| Перепись                       | Всего   | Всего | Женщины | Женщины | Мужчины | Мужчины |
| ------------------------------ | ------- | ----- | ------- | ------- | ------- | ------- |
| Единицы                        | человек | %     | человек | %       | человек | %       |
| Население                      | 9154    | 100   | 4704    | 51,4    | 4450    | 48,6    |
| Плотность населения (чел./км²) | 86,4    | 86,4  | 44,4    | 44,4    | 42      | 42      |

## Сельские округа
1. Длуге
2. Ядмеж
3. Оджехова
4. Заршин

## Поселения
1. Бажанувка
2. Длуге
3. Ядмеж
4. Новосельце
5. Оджехова
6. Пельня
7. Посада-Заршиньска
8. Посада-Ядмерска-Гурна
9. Заршин
10. Граничник
11. Кошары
12. Мрочкувки

## Соседние гмины
1. Гмина Беско
2. Гмина Бжозув
3. Гмина Буковско
4. Гмина Хачув
5. Гмина Рыманув
6. Гмина Санок